# Solid Gold Easy Action
«Solid Gold Easy Action» es una canción de la banda británica de glam rock T. Rex, lanzado como sencillo en 1972 para promocionar el disco Tanx de 1973, sin embargo, recién en 1994 fue incluido en el álbum cuando se remasterizó en disco compacto. Por su parte, obtuvo el puesto 2 en la lista UK Singles Chart del Reino Unido.
Como dato, durante su grabación Marc Bolan invitó al guitarrista Jeff Lynne de Electric Light Orchestra, para interpretar la segunda guitarra rítmica.
Con el pasar de los años ha sido versionada por distintas bandas entre ellas el grupo de new wave Departament S, quienes la publicaron como lado B de su sencillo «Is Vic There?» en 1981. En 2007, la banda The Fratellis la versionó para la banda sonora de la película Hot Fuzz. A su vez, en 2015 fue el tema principal de un comercial de televisión de la cadena de hipermercados inglesa ASDA.

## Antecedentes
La canción se compuso basándose en el rock and roll de los cincuenta, pero con una letra surrealista siendo un ejemplo típico de la poesía sin sentido de Bolan. Al igual que muchas otras canciones de la banda, Bolan emplea las palabras satisfacción (satisfaction) y acción (action) junto con la de depredadores como zorros (foxes) y tigres (tigers), para darle al tema un trasfondo de sexualidad ambigua. Junto con el ritmo, el rasgueo de la guitarra y el coro pegajoso, crea una imagen de frustración sexual adolescente acorde a la época en la que se escribió. Por otro lado, el periodista Geoff Barton escribió un artículo para la revista Classic Rock afirmando que la frase «life is the same and it always will be/ easy as picking foxes from a tree», en español, «la vida es la misma y siempre lo será, fácil como escoger zorros desde un árbol» parecía predecir la muerte de Bolan en 1977. De acuerdo a Barton, la patente del automóvil en el que iba Bolan al momento de chocar contra el árbol era FOX 661L.

## Lista de canciones
| N.º | Título                   | Duración |  |
| 1.  | «Solid Gold Easy Action» | 3:19     |  |
| 2.  | «Born to Boogie»         | 2:04     |  |

## Posicionamiento en listas
| País        | Lista                    | Máxima posición |
| ----------- | ------------------------ | --------------- |
| Reino Unido | UK Singles Chart         | 2               |
| Irlanda     | Irish Singles Chart      | 4               |
| Noruega     | Norwegian Singles Chart  | 5               |
| Alemania    | German Singles Chart     | 5               |
| Austria     | Austrian Singles Chart   | 13              |
| Australia   | Australian Singles Chart | 39              |

## Músicos
- Marc Bolan: voz y guitarra eléctrica
- Mickey Finn: congos, bongos
- Jeff Lynne: guitarra rítmica (músico invitado)
- Steve Currie: bajo
- Bill Legend: batería